# سيرهي بويكو (لاعب كرة قدم)
سيرهي بويكو (بالأوكرانية: Бойко Сергій Миколайович)‏ هو لاعب كرة قدم وحكم كرة قدم أوكراني في مركز حراسة المرمى، ولد في 30 يونيو 1977 في بيلهورود دنيستروفسكيي في أوكرانيا. لعب مع FC Portovyk Illichivsk ‏.

## وصلات خارجية
- سيرهي بويكو (لاعب كرة قدم) على موقع اتحاد أوكرانيا (الإنجليزية)